# Армянское кладбище (Хайдарабад)
Армянское кладбище или «Кладбище Уппугуда» — исторический некрополь, расположенный в городе Хайдарабад, штат Андхра-Прадеш, Индия. Находится в районе Уппугуда, от которого оно имеет альтернативное наименование «Кладбище Уппугуда». Некрополь представляет собой последнее сохранившееся до нашего времени историческое свидетельство армянского присутствия в Хайдарабаде.
Некрополь был основан в XVII веке многочисленной армянской общиной, проживавшей в то время в Хайдарабаде. На кладбище хоронились также представители реформаторской и англиканской общин, которые в то время не имели своих мест для захоронений. До настоящего времени на кладбище сохранились надгробия и могилы 19 человек, в том числе двух армянских священников о. Оганеса (захоронение 1680 года) и о. Симона (захоронение 1724 года).
Некрополь имеет государственный статус исторического памятника и охраняется Департаментом археологии на основании закона от 1960 года. Долгое время имело заброшенный вид, однако в 2015 году власти города провели его реконструкцию.